# Badminton ai Giochi della XXXIII Olimpiade - Singolo maschile
Il torneo di singolo maschile di badminton dei Giochi della XXXIII Olimpiade di Parigi si è svolto dal 27 luglio al 5 agosto 2024 presso l'Arena Porte de la Chapelle. Vi hanno preso parte 41 atleti provenienti da 36 nazioni.
Il danese Viktor Axelsen ha difeso il titolo olimpico vincendo nuova l'oro, mentre l'argento e il bronzo sono andati rispettivamente al thailandese Kunlavut Vitidsarn e al malese Lee Zii Jia.

## Formato
I 41 partecipanti sono stati suddivisi in 13 gruppi da tre o quattro giocatori ciascuno. Ogni gruppo ha giocato secondo le modalità del girone all'italiana e solamente il migliore del gruppo si è qualificato alla fase finale. Ogni partita è stata giocata al meglio di 3.

## Programma
Il torneo del singolo maschile di badminton a Parigi 2024 si è svolto come segue.
| G | Fase a gruppi | O | Ottavi | QF | Quarti | SF | Semifinale | M | Finali |

| 27 lug | 28 lug | 29 lug | 30 lug | 31 lug | 1° ago | 2 ago | 3 ago | 4 ago | 5 ago |
| ------ | ------ | ------ | ------ | ------ | ------ | ----- | ----- | ----- | ----- |
| G      | G      | G      | G      | G      | O      | QF    |       | SF    | M     |

## Teste di serie
Di seguito sono elencati i giocati per ordine di teste di serie. L'ordine delle teste di serie è basato sul ranking mondiale della Badminton World Federation.
1. Shi Yuqi
2. Viktor Axelsen
3. Jonatan Christie
4. Anders Antonsen
5. Kodai Naraoka
6. Li Shifeng
7. Lee Zii Jia
8. Kunlavut Vitidsarn

1. Anthony Sinisuka Ginting
2. Loh Kean Yew
3. Kenta Nishimoto
4. Chou Tien-chen
5. Prannoy H. S.

## Risultati

### Fase a gruppi

#### Gruppo A
| Pos.   | Atleta        | Pt | G | V | P | SV | SP | PF | PR | DF  | Note |
| ------ | ------------- | -- | - | - | - | -- | -- | -- | -- | --- | ---- |
| 1      | Shi Yuqi      | 1  | 1 | 1 | 0 | 2  | 0  | 42 | 19 | +23 | Q    |
| 2      | Giovanni Toti | 0  | 1 | 0 | 1 | 0  | 2  | 19 | 42 | -23 |      |
| 3      | Sören Opti    | 0  | 0 | 0 | 0 | 0  | 0  | 0  | 0  | 0   | R    |
| Fonte: |               |    |   |   |   |    |    |    |    |     |      |

| Atleta 1         | Punteggio        | Atleta 2         | S1               | S2               | S3               |
| 27 luglio, 11:00 | 27 luglio, 11:00 | 27 luglio, 11:00 | 27 luglio, 11:00 | 27 luglio, 11:00 | 27 luglio, 11:00 |
| ---------------- | ---------------- | ---------------- | ---------------- | ---------------- | ---------------- |
| Shi Yuqi         | 2 - 0            | Sören Opti       | 21–5             | 21–7             |                  |
| 29 luglio, 10:10 |                  |                  |                  |                  |                  |
| Giovanni Toti    | Ritirato         | Sören Opti R     | 21–8             | 4–1              |                  |
| 31 luglio, 10:10 |                  |                  |                  |                  |                  |
| Shi Yuqi         | 2 - 0            | Giovanni Toti    | 21–9             | 21–              |                  |

#### Gruppo C
| Pos.   | Atleta             | Pt | G | V | P | SV | SP | PF | PR | DF  | Note |
| ------ | ------------------ | -- | - | - | - | -- | -- | -- | -- | --- | ---- |
| 1      | Kunlavut Vitidsarn | 1  | 1 | 1 | 0 | 2  | 0  | 42 | 21 | +21 | Q    |
| 2      | Julien Paul        | 0  | 1 | 0 | 2 | 0  | 2  | 21 | 42 | -21 |      |
| 3      | Kalle Koljonen     | 0  | 0 | 0 | 0 | 0  | 0  | 0  | 0  | 0   | R    |
| Fonte: |                    |    |   |   |   |    |    |    |    |     |      |

| Atleta 1           | Punteggio        | Atleta 2         | S1               | S2               | S3               |
| 27 luglio, 11:00   | 27 luglio, 11:00 | 27 luglio, 11:00 | 27 luglio, 11:00 | 27 luglio, 11:00 | 27 luglio, 11:00 |
| ------------------ | ---------------- | ---------------- | ---------------- | ---------------- | ---------------- |
| Kunlavut Vitidsarn | 2 - 0            | Julien Paul      | 21–9             | 21–12            |                  |
| 29 luglio, 09:20   |                  |                  |                  |                  |                  |
| Kalle Koljonen     | 2 - 0            | Julien Paul      | 21–9             | 21–10            |                  |
| 31 luglio, 10:10   |                  |                  |                  |                  |                  |
| Kunlavut Vitidsarn | Ritirato         | Kalle Koljonen R | 21–4             | 8–0              |                  |

#### Gruppo D
| Pos.   | Atleta          | Pt | G | V | P | SV | SP | PF | PR | DF  | Note |
| ------ | --------------- | -- | - | - | - | -- | -- | -- | -- | --- | ---- |
| 1      | Kenta Nishimoto | 2  | 2 | 2 | 0 | 4  | 0  | 84 | 48 | +36 | Q    |
| 2      | Brian Yang      | 1  | 2 | 1 | 1 | 2  | 2  | 74 | 70 | +4  |      |
| 3      | Dmitriy Panarin | 0  | 2 | 0 | 2 | 0  | 4  | 44 | 84 | -40 |      |
| Fonte: |                 |    |   |   |   |    |    |    |    |     |      |

| Atleta 1         | Punteggio        | Atleta 2         | S1               | S2               | S3               |
| 28 luglio, 08:30 | 28 luglio, 08:30 | 28 luglio, 08:30 | 28 luglio, 08:30 | 28 luglio, 08:30 | 28 luglio, 08:30 |
| ---------------- | ---------------- | ---------------- | ---------------- | ---------------- | ---------------- |
| Kenta Nishimoto  | 2 - 0            | Dmitriy Panarin  | 21–5             | 21–11            |                  |
| 29 luglio, 15:40 |                  |                  |                  |                  |                  |
| Brian Yang       | 2 - 0            | Dmitriy Panarin  | 21–18            | 21–10            |                  |
| 31 luglio, 14:50 |                  |                  |                  |                  |                  |
| Kenta Nishimoto  | 2 - 0            | Brian Yang       | 21–14            | 21–18            |                  |

#### Gruppo E
| Pos.   | Atleta                    | Pt | G | V | P | SV | SP | PF | PR | DF  | Note |
| ------ | ------------------------- | -- | - | - | - | -- | -- | -- | -- | --- | ---- |
| 1      | Anders Antonsen           | 2  | 2 | 2 | 0 | 4  | 0  | 84 | 52 | +32 | Q    |
| 2      | Ade Resky Dwicahyo        | 1  | 2 | 1 | 1 | 2  | 2  | 66 | 71 | −5  |      |
| 3      | Collins Valentine Filimon | 0  | 2 | 0 | 2 | 0  | 4  | 57 | 84 | −27 |      |
| Fonte: |                           |    |   |   |   |    |    |    |    |     |      |

| Atleta 1           | Punteggio        | Atleta 2                  | S1               | S2               | S3               |
| 28 luglio, 19:30   | 28 luglio, 19:30 | 28 luglio, 19:30          | 28 luglio, 19:30 | 28 luglio, 19:30 | 28 luglio, 19:30 |
| ------------------ | ---------------- | ------------------------- | ---------------- | ---------------- | ---------------- |
| Anders Antonsen    | 2 - 0            | Collins Valentine Filimon | 21–10            | 21–18            |                  |
| 29 luglio, 20:20   |                  |                           |                  |                  |                  |
| Ade Resky Dwicahyo | 2 - 0            | Collins Valentine Filimon | 21–18            | 21–11            |                  |
| 31 luglio, 16:30   |                  |                           |                  |                  |                  |
| Anders Antonsen    | 2 - 0            | Ade Resky Dwicahyo        | 21–10            | 21–14            |                  |

#### Gruppo G
| Pos.   | Atleta            | Pt | G | V | P | SV | SP | PF | PR | DF  | Note |
| ------ | ----------------- | -- | - | - | - | -- | -- | -- | -- | --- | ---- |
| 1      | Lee Zii Jia       | 2  | 2 | 2 | 0 | 4  | 0  | 84 | 49 | +35 | Q    |
| 2      | Pablo Abián       | 1  | 2 | 1 | 1 | 2  | 2  | 65 | 70 | −5  |      |
| 3      | Viren Nettasinghe | 0  | 2 | 0 | 2 | 0  | 4  | 54 | 84 | −30 |      |
| Fonte: |                   |    |   |   |   |    |    |    |    |     |      |

| Atleta 1         | Punteggio        | Atleta 2          | S1               | S2               | S3               |
| 28 luglio, 10:10 | 28 luglio, 10:10 | 28 luglio, 10:10  | 28 luglio, 10:10 | 28 luglio, 10:10 | 28 luglio, 10:10 |
| ---------------- | ---------------- | ----------------- | ---------------- | ---------------- | ---------------- |
| Lee Zii Jia      | 2 - 0            | Viren Nettasinghe | 21–14            | 21–12            |                  |
| 30 luglio, 08:30 |                  |                   |                  |                  |                  |
| Pablo Abián      | 2 - 0            | Viren Nettasinghe | 21–9             | 21–19            |                  |
| 31 luglio, 14:50 |                  |                   |                  |                  |                  |
| Lee Zii Jia      | 2 - 0            | Pablo Abián       | 21–10            | 21–13            |                  |

#### Gruppo H
| Pos.   | Atleta                   | Pt | G | V | P | SV | SP | PF  | PR | DF  | Note |
| ------ | ------------------------ | -- | - | - | - | -- | -- | --- | -- | --- | ---- |
| 1      | Toma Junior Popov        | 2  | 2 | 2 | 0 | 4  | 1  | 101 | 78 | +23 | Q    |
| 2      | Anthony Sinisuka Ginting | 1  | 2 | 1 | 1 | 3  | 2  | 97  | 81 | +16 |      |
| 3      | Howard Shu               | 0  | 2 | 0 | 2 | 0  | 4  | 45  | 84 | −39 |      |
| Fonte: |                          |    |   |   |   |    |    |     |    |     |      |

| Atleta 1           | Punteggio        | Atleta 2          | S1               | S2               | S3               |
| 28 luglio, 14:00   | 28 luglio, 14:00 | 28 luglio, 14:00  | 28 luglio, 14:00 | 28 luglio, 14:00 | 28 luglio, 14:00 |
| ------------------ | ---------------- | ----------------- | ---------------- | ---------------- | ---------------- |
| Anthony S. Ginting | 2 - 0            | Howard Shu        | 21–14            | 21–8             |                  |
| 30 luglio, 10:10   |                  |                   |                  |                  |                  |
| Toma Junior Popov  | 2 - 0            | Howard Shu        | 21–11            | 21–12            |                  |
| 31 luglio, 16:30   |                  |                   |                  |                  |                  |
| Anthony S. Ginting | 1–2              | Toma Junior Popov | 19–21            | 21–17            | 15–21            |

#### Gruppo I
| Pos.   | Atleta             | Pt | G | V | P | SV | SP | PF | PR | DF  | Note |
| ------ | ------------------ | -- | - | - | - | -- | -- | -- | -- | --- | ---- |
| 1      | Chou Tien-chen     | 2  | 2 | 2 | 0 | 4  | 0  | 84 | 61 | +23 | Q    |
| 2      | Lee Cheuk Yiu      | 1  | 2 | 1 | 1 | 2  | 3  | 88 | 85 | +3  |      |
| 3      | Luis Ramón Garrido | 0  | 2 | 0 | 2 | 1  | 4  | 73 | 99 | −26 |      |
| Fonte: |                    |    |   |   |   |    |    |    |    |     |      |

| Atleta 1         | Punteggio        | Atleta 2           | S1               | S2               | S3               |
| 28 luglio, 16:30 | 28 luglio, 16:30 | 28 luglio, 16:30   | 28 luglio, 16:30 | 28 luglio, 16:30 | 28 luglio, 16:30 |
| ---------------- | ---------------- | ------------------ | ---------------- | ---------------- | ---------------- |
| Chou Tien-chen   | 2 - 0            | Luis Ramón Garrido | 21–17            | 21–13            |                  |
| 30 luglio, 15:40 |                  |                    |                  |                  |                  |
| Lee Cheuk Yiu    | 2 - 1            | Luis Ramón Garrido | 21–5             | 15–21            | 21–17            |
| 31 luglio, 16:30 |                  |                    |                  |                  |                  |
| Chou Tien-chen   | 2 - 0            | Lee Cheuk Yiu      | 21–18            | 21–13            |                  |

#### Gruppo J
| Pos.   | Atleta         | Pt | G | V | P | SV | SP | PF | PR | DF  | Note |
| ------ | -------------- | -- | - | - | - | -- | -- | -- | -- | --- | ---- |
| 1      | Kodai Naraoka  | 2  | 2 | 2 | 0 | 4  | 0  | 84 | 61 | +23 | Q    |
| 2      | Jeon Hyeok-jin | 1  | 2 | 1 | 1 | 2  | 2  | 68 | 73 | −5  |      |
| 3      | Ygor Coelho    | 0  | 2 | 0 | 2 | 0  | 4  | 66 | 84 | −18 |      |
| Fonte: |                |    |   |   |   |    |    |    |    |     |      |

| Atleta 1         | Punteggio        | Atleta 2         | S1               | S2               | S3               |
| 28 luglio, 15:40 | 28 luglio, 15:40 | 28 luglio, 15:40 | 28 luglio, 15:40 | 28 luglio, 15:40 | 28 luglio, 15:40 |
| ---------------- | ---------------- | ---------------- | ---------------- | ---------------- | ---------------- |
| Kodai Naraoka    | 2 - 0            | Ygor Coelho      | 21–16            | 21–19            |                  |
| 30 luglio, 14:50 |                  |                  |                  |                  |                  |
| Jeon Hyeok-jin   | 2 - 0            | Ygor Coelho      | 21–12            | 21–19            |                  |
| 31 luglio, 16:30 |                  |                  |                  |                  |                  |
| Kodai Naraoka    | 2 - 0            | Jeon Hyeok-jin   | 21–10            | 21–16            |                  |

#### Gruppo K
| Pos.   | Atleta        | Pt | G | V | P | SV | SP | PF  | PR | DF  | Note |
| ------ | ------------- | -- | - | - | - | -- | -- | --- | -- | --- | ---- |
| 1      | Prannoy H. S. | 2  | 2 | 2 | 0 | 4  | 1  | 100 | 74 | +26 | Q    |
| 2      | Lê Đức Phát   | 1  | 2 | 1 | 1 | 3  | 2  | 86  | 78 | +8  |      |
| 3      | Fabian Roth   | 0  | 2 | 0 | 2 | 0  | 4  | 50  | 84 | −34 |      |
| Fonte: |               |    |   |   |   |    |    |     |    |     |      |

| Atleta 1         | Punteggio        | Atleta 2         | S1               | S2               | S3               |
| 28 luglio, 16:30 | 28 luglio, 16:30 | 28 luglio, 16:30 | 28 luglio, 16:30 | 28 luglio, 16:30 | 28 luglio, 16:30 |
| ---------------- | ---------------- | ---------------- | ---------------- | ---------------- | ---------------- |
| Prannoy H. S.    | 2 - 0            | Fabian Roth      | 21–18            | 21–12            |                  |
| 30 luglio, 20:20 |                  |                  |                  |                  |                  |
| Lê Đức Phát      | 2 - 0            | Fabian Roth      | 21–10            | 21–10            |                  |
| 31 luglio, 19:30 |                  |                  |                  |                  |                  |
| Prannoy H. S.    | 2 - 1            | Lê Đức Phát      | 16–21            | 21–11            | 21–12            |

#### Gruppo L
| Pos.   | Atleta           | Pt | G | V | P | SV | SP | PF | PR  | DF  | Note |
| ------ | ---------------- | -- | - | - | - | -- | -- | -- | --- | --- | ---- |
| 1      | Lakshya Sen      | 2  | 2 | 0 | 4 | 0  | 0  | 84 | 63  | +21 | Q    |
| 2      | Jonatan Christie | 1  | 2 | 1 | 1 | 2  | 3  | 90 | 90  | 0   |      |
| 3      | Julien Carraggi  | 0  | 2 | 0 | 2 | 1  | 4  | 81 | 102 | −21 |      |
| 4      | Kevin Cordón     | 0  | 0 | 0 | 0 | 0  | 0  | 0  | 0   | 0   | R    |
| Fonte: |                  |    |   |   |   |    |    |    |     |     |      |

| Atleta 1         | Punteggio        | Atleta 2         | S1               | S2               | S3               |
| 27 luglio, 15:40 | 27 luglio, 15:40 | 27 luglio, 15:40 | 27 luglio, 15:40 | 27 luglio, 15:40 | 27 luglio, 15:40 |
| ---------------- | ---------------- | ---------------- | ---------------- | ---------------- | ---------------- |
| Lakshya Sen      | 2 - 0            | Kevin Cordón R   | 21–8             | 22–20            |                  |
| 27 luglio, 16:30 |                  |                  |                  |                  |                  |
| Jonatan Christie | 2 - 1            | Julien Carraggi  | 18–21            | 21–11            | 21–16            |
| 29 luglio, 14:00 |                  |                  |                  |                  |                  |
| Lakshya Sen      | 2 - 0            | Julien Carraggi  | 21–19            | 21–14            |                  |
| 31 luglio, 10:10 |                  |                  |                  |                  |                  |
| Jonatan Christie | 0 - 2            | Lakshya Sen      | 18–21            | 12–21            |                  |

#### Gruppo M
| Pos.   | Atleta        | Pt | G | V | P | SV | SP | PF | PR | DF  | Note |
| ------ | ------------- | -- | - | - | - | -- | -- | -- | -- | --- | ---- |
| 1      | Loh Kean Yew  | 2  | 2 | 2 | 0 | 4  | 0  | 84 | 52 | +32 | Q    |
| 2      | Jan Louda     | 1  | 2 | 1 | 1 | 2  | 2  | 65 | 64 | +1  |      |
| 3      | Uriel Canjura | 0  | 2 | 0 | 2 | 0  | 4  | 51 | 84 | −33 |      |
| Fonte: |               |    |   |   |   |    |    |    |    |     |      |

| Atleta 1         | Punteggio        | Atleta 2         | S1               | S2               | S3               |
| 28 luglio, 20:20 | 28 luglio, 20:20 | 28 luglio, 20:20 | 28 luglio, 20:20 | 28 luglio, 20:20 | 28 luglio, 20:20 |
| ---------------- | ---------------- | ---------------- | ---------------- | ---------------- | ---------------- |
| Loh Kean Yew     | 2 - 0            | Jan Louda        | 21–13            | 21–10            |                  |
| 30 luglio, 19:30 |                  |                  |                  |                  |                  |
| Uriel Canjura    | 0 - 2            | Jan Louda        | 12–21            | 10–21            |                  |
| 31 luglio, 20:20 |                  |                  |                  |                  |                  |
| Loh Kean Yew     | 2 - 0            | Uriel Canjura    | 21–13            | 21–16            |                  |

#### Gruppo N
| Pos.   | Atleta                   | Pt | G | V | P | SV | SP | PF | PR | DF  | Note |
| ------ | ------------------------ | -- | - | - | - | -- | -- | -- | -- | --- | ---- |
| 1      | Li Shifeng               | 2  | 2 | 2 | 0 | 4  | 0  | 84 | 60 | +24 | Q    |
| 2      | Tobias Künzi             | 1  | 2 | 1 | 1 | 2  | 2  | 69 | 76 | −7  |      |
| 3      | Anuoluwapo Juwon Opeyori | 0  | 2 | 0 | 2 | 0  | 4  | 68 | 85 | −17 |      |
| Fonte: |                          |    |   |   |   |    |    |    |    |     |      |

| Atleta 1              | Punteggio        | Atleta 2              | S1               | S2               | S3               |
| 28 luglio, 11:00      | 28 luglio, 11:00 | 28 luglio, 11:00      | 28 luglio, 11:00 | 28 luglio, 11:00 | 28 luglio, 11:00 |
| --------------------- | ---------------- | --------------------- | ---------------- | ---------------- | ---------------- |
| Li Shifeng            | 2 - 0            | Tobias Künzi          | 21–13            | 21–13            |                  |
| 30 luglio, 19:30      |                  |                       |                  |                  |                  |
| Anuoluwapo J. Opeyori | 0 - 2            | Tobias Künzi          | 20–22            | 14–21            |                  |
| 31 luglio, 20:20      |                  |                       |                  |                  |                  |
| Li Shifeng            | 2 - 0            | Anuoluwapo J. Opeyori | 21–17            | 21–17            |                  |

#### Gruppo P
| Pos.   | Atleta          | Pt | G | V | P | SV | SP | PF  | PR  | DF  | Note |
| ------ | --------------- | -- | - | - | - | -- | -- | --- | --- | --- | ---- |
| 1      | Viktor Axelsen  | 3  | 3 | 3 | 0 | 6  | 0  | 126 | 57  | +69 | Q    |
| 2      | Nhat Nguyen     | 2  | 3 | 2 | 1 | 4  | 3  | 126 | 105 | +21 |      |
| 3      | Misha Zilberman | 1  | 3 | 1 | 2 | 3  | 4  | 113 | 125 | −12 |      |
| 4      | Prince Dahal    | 0  | 3 | 0 | 3 | 0  | 6  | 48  | 126 | -78 |      |
| Fonte: |                 |    |   |   |   |    |    |     |     |     |      |

| Atleta 1         | Punteggio        | Atleta 2         | S1               | S2               | S3               |
| 27 luglio, 21:10 | 27 luglio, 21:10 | 27 luglio, 21:10 | 27 luglio, 21:10 | 27 luglio, 21:10 | 27 luglio, 21:10 |
| ---------------- | ---------------- | ---------------- | ---------------- | ---------------- | ---------------- |
| Nhat Nguyen      | 2–1              | Misha Zilberman  | 21–17            | 19–21            | 21–13            |
| Viktor Axelsen   | 2 - 0            | Prince Dahal     | 21–8             | 21–6             |                  |
| 29 luglio, 21:10 |                  |                  |                  |                  |                  |
| Nhat Nguyen      | 2 - 0            | Prince Dahal     | 21–7             | 21–5             |                  |
| 29 luglio, 22:00 |                  |                  |                  |                  |                  |
| Viktor Axelsen   | 2 - 0            | Misha Zilberman  | 21–9             | 21–11            |                  |
| 31 luglio, 09:20 |                  |                  |                  |                  |                  |
| Misha Zilberman  | 2 - 0            | Prince Dahal     | 21–12            | 21–10            |                  |
| Viktor Axelsen   | 2 - 0            | Nhat Nguyen      | 21–13            | 21–10            |                  |

Riepilogo fase a gruppi:

### Fase ad eliminazione diretta
|  | Ottavi | Ottavi             | Ottavi          | Ottavi             | Ottavi |    |                    | Quarti di finale   | Quarti di finale | Quarti di finale | Quarti di finale | Quarti di finale |    |             | Semifinali | Semifinali | Semifinali | Semifinali | Semifinali                |                           |                           | Finale medaglia d'oro     | Finale medaglia d'oro     | Finale medaglia d'oro | Finale medaglia d'oro | Finale medaglia d'oro |  |
|  |        |                    |                 |                    |        |    |                    |                    |                  |                  |                  |                  |    |             |            |            |            |            |                           |                           |                           |                           |                           |                       |                       |                       |  |
|  | A1     | Shi Yuqi           |                 |                    |        |    |                    |                    |                  |                  |                  |                  |    |             |            |            |            |            |                           |                           |                           |                           |                           |                       |                       |                       |  |
|  | A1     | Shi Yuqi           |                 |                    |        |    |                    |                    |                  |                  |                  |                  |    |             |            |            |            |            |                           |                           |                           |                           |                           |                       |                       |                       |  |
|  |        | Bye                |                 |                    |        |    |                    |                    |                  |                  |                  |                  |    |             |            |            |            |            |                           |                           |                           |                           |                           |                       |                       |                       |  |
|  |        | A1                 | Shi Yuqi        | 12                 | 10     |    |                    |                    |                  |                  |                  |                  |    |             |            |            |            |            |                           |                           |                           |                           |                           |                       |                       |                       |  |
|  |        |                    |                 |                    |        |    |                    |                    |                  |                  |                  |                  |    |             |            |            |            |            |                           |                           |                           |                           |                           |                       |                       |                       |  |
|  |        |                    | C1              | Kunlavut Vitidsarn | 21     | 21 |                    |                    |                  |                  |                  |                  |    |             |            |            |            |            |                           |                           |                           |                           |                           |                       |                       |                       |  |
|  | C1     | Kunlavut Vitidsarn | C1              | Kunlavut Vitidsarn | 21     | 21 | 16                 | 21                 | 21               |                  |                  |                  |    |             |            |            |            |            |                           |                           |                           |                           |                           |                       |                       |                       |  |
|  | C1     | Kunlavut Vitidsarn |                 |                    |        |    |                    |                    |                  |                  |                  |                  |    |             |            |            |            |            |                           |                           |                           |                           |                           |                       |                       |                       |  |
|  | D1     | Kenta Nishimoto    | 21              | 14                 | 12     |    |                    |                    |                  |                  |                  |                  |    |             |            |            |            |            |                           |                           |                           |                           |                           |                       |                       |                       |  |
|  | D1     | Kenta Nishimoto    | 21              | 14                 | 12     |    | C1                 | Kunlavut Vitidsarn | 21               | 21               |                  |                  |    |             |            |            |            |            |                           |                           |                           |                           |                           |                       |                       |                       |  |
|  |        |                    |                 |                    |        |    |                    |                    |                  |                  |                  |                  |    |             |            |            |            |            |                           |                           |                           |                           |                           |                       |                       |                       |  |
|  |        |                    | G1              | Lee Zii Jia        | 14     | 15 |                    |                    |                  |                  |                  |                  |    |             |            |            |            |            |                           |                           |                           |                           |                           |                       |                       |                       |  |
|  | E1     | Anders Antonsen    | G1              | Lee Zii Jia        | 14     | 15 |                    |                    |                  |                  |                  |                  |    |             |            |            |            |            |                           |                           |                           |                           |                           |                       |                       |                       |  |
|  | E1     | Anders Antonsen    |                 |                    |        |    |                    |                    |                  |                  |                  |                  |    |             |            |            |            |            |                           |                           |                           |                           |                           |                       |                       |                       |  |
|  |        | Bye                |                 |                    |        |    |                    |                    |                  |                  |                  |                  |    |             |            |            |            |            |                           |                           |                           |                           |                           |                       |                       |                       |  |
|  |        | E1                 | Anders Antonsen | 17                 | 15     |    |                    |                    |                  |                  |                  |                  |    |             |            |            |            |            |                           |                           |                           |                           |                           |                       |                       |                       |  |
|  |        |                    |                 |                    |        |    |                    |                    |                  |                  |                  |                  |    |             |            |            |            |            |                           |                           |                           |                           |                           |                       |                       |                       |  |
|  |        |                    | G1              | Lee Zii Jia        | 21     | 21 |                    |                    |                  |                  |                  |                  |    |             |            |            |            |            |                           |                           |                           |                           |                           |                       |                       |                       |  |
|  | G1     | Lee Zii Jia        | G1              | Lee Zii Jia        | 21     | 21 | 21                 | 24                 |                  |                  |                  |                  |    |             |            |            |            |            |                           |                           |                           |                           |                           |                       |                       |                       |  |
|  | G1     | Lee Zii Jia        |                 |                    |        |    |                    |                    |                  |                  |                  |                  |    |             |            |            |            |            |                           |                           |                           |                           |                           |                       |                       |                       |  |
|  | H1     | Toma Junior Popov  | 13              | 22                 |        |    |                    |                    |                  |                  |                  |                  |    |             |            |            |            |            |                           |                           |                           |                           |                           |                       |                       |                       |  |
|  | H1     | Toma Junior Popov  | 13              | 22                 |        | C1 | Kunlavut Vitidsarn | 11                 | 11               |                  |                  |                  |    |             |            |            |            |            |                           |                           |                           |                           |                           |                       |                       |                       |  |
|  |        |                    |                 |                    |        |    |                    |                    |                  |                  |                  |                  |    |             |            |            |            |            |                           |                           |                           |                           |                           |                       |                       |                       |  |
|  |        |                    | P1              | Viktor Axelsen     | 21     | 21 |                    |                    |                  |                  |                  |                  |    |             |            |            |            |            |                           |                           |                           |                           |                           |                       |                       |                       |  |
|  | I1     | Chou Tien-chen     | P1              | Viktor Axelsen     | 21     | 21 | 21                 | 21                 |                  |                  |                  |                  |    |             |            |            |            |            |                           |                           |                           |                           |                           |                       |                       |                       |  |
|  | I1     | Chou Tien-chen     |                 |                    |        |    | 21                 | 21                 |                  |                  |                  |                  |    |             |            |            |            |            |                           |                           |                           |                           |                           |                       |                       |                       |  |
|  | J1     | Kodai Naraoka      | 12              | 16                 |        |    |                    |                    |                  |                  |                  |                  |    |             |            |            |            |            |                           |                           |                           |                           |                           |                       |                       |                       |  |
|  | J1     | Kodai Naraoka      | 12              | 16                 |        | I1 | Chou Tien-chen     | 21                 | 15               | 12               |                  |                  |    |             |            |            |            |            |                           |                           |                           |                           |                           |                       |                       |                       |  |
|  |        |                    |                 |                    |        | I1 | Chou Tien-chen     | 21                 | 15               | 12               |                  |                  |    |             |            |            |            |            |                           |                           |                           |                           |                           |                       |                       |                       |  |
|  |        |                    | L1              | Lakshya Sen        | 19     | 21 | 21                 |                    |                  |                  |                  |                  |    |             |            |            |            |            |                           |                           |                           |                           |                           |                       |                       |                       |  |
|  | K1     | Prannoy H. S.      | L1              | Lakshya Sen        | 19     | 21 | 21                 | 12                 | 6                |                  |                  |                  |    |             |            |            |            |            |                           |                           |                           |                           |                           |                       |                       |                       |  |
|  | K1     | Prannoy H. S.      |                 |                    |        |    |                    |                    |                  |                  |                  |                  |    |             |            |            |            |            |                           |                           |                           |                           |                           |                       |                       |                       |  |
|  | L1     | Lakshya Sen        | 21              | 21                 |        |    |                    |                    |                  |                  |                  |                  |    |             |            |            |            |            |                           |                           |                           |                           |                           |                       |                       |                       |  |
|  | L1     | Lakshya Sen        | 21              | 21                 |        | L1 | Lakshya Sen        | 20                 | 14               |                  |                  |                  |    |             |            |            |            |            |                           |                           |                           |                           |                           |                       |                       |                       |  |
|  |        |                    |                 |                    |        |    |                    |                    |                  |                  |                  |                  |    |             |            |            |            |            |                           |                           |                           |                           |                           |                       |                       |                       |  |
|  |        |                    | P1              | Viktor Axelsen     | 22     | 21 |                    |                    |                  |                  |                  |                  |    |             |            |            |            |            |                           |                           |                           |                           |                           |                       |                       |                       |  |
|  | M1     | Loh Kean Yew       | P1              | Viktor Axelsen     | 22     | 21 | 23                 | 21                 |                  |                  |                  |                  |    |             |            |            |            |            | Finale medaglia di bronzo | Finale medaglia di bronzo | Finale medaglia di bronzo | Finale medaglia di bronzo | Finale medaglia di bronzo |                       |                       |                       |  |
|  | M1     | Loh Kean Yew       |                 |                    |        |    |                    |                    |                  |                  |                  |                  |    |             |            |            |            |            |                           |                           |                           |                           |                           |                       |                       |                       |  |
|  | N1     | Li Shifeng         | 21              | 15                 |        |    |                    |                    |                  |                  |                  |                  |    |             |            |            |            |            |                           |                           |                           |                           |                           |                       |                       |                       |  |
|  | N1     | Li Shifeng         | 21              | 15                 |        | M1 | Loh Kean Yew       | 9                  | 17               |                  |                  |                  | G1 | Lee Zii Jia | 13         | 21         | 21         |            |                           |                           |                           |                           |                           |                       |                       |                       |  |
|  |        |                    |                 |                    |        | M1 | Loh Kean Yew       | 9                  | 17               |                  |                  |                  | G1 | Lee Zii Jia | 13         | 21         | 21         |            |                           |                           |                           |                           |                           |                       |                       |                       |  |
|  |        |                    | P1              | Viktor Axelsen     | 21     | 21 |                    |                    |                  | L1               | Lakshya Sen      | 21               | 16 | 11          |            |            |            |            |                           |                           |                           |                           |                           |                       |                       |                       |  |
|  | P1     | Anders Antonsen    | P1              | Viktor Axelsen     | 21     | 21 |                    |                    |                  | L1               | Lakshya Sen      | 21               | 16 | 11          |            |            |            |            |                           |                           |                           |                           |                           |                       |                       |                       |  |
|  | P1     | Anders Antonsen    |                 |                    |        |    |                    |                    |                  |                  |                  |                  |    |             |            |            |            |            |                           |                           |                           |                           |                           |                       |                       |                       |  |
|  |        | Bye                |                 |                    |        |    |                    |                    |                  |                  |                  |                  |    |             |            |            |            |            |                           |                           |                           |                           |                           |                       |                       |                       |  |

Riepilogo fase ad eliminazione diretta:

## Classifica finale
| Pos.    | Atleta                    | Nazione       |
| ------- | ------------------------- | ------------- |
| Oro     | Viktor Axelsen            | Danimarca     |
| Argento | Kunlavut Vitidsarn        | Thailandia    |
| Bronzo  | Lee Zii Jia               | Malaysia      |
| 4       | Lakshya Sen               | India         |
| 5       | Anders Antonsen           | Danimarca     |
| 5       | Chou Tien-chen            | Taipei cinese |
| 5       | Loh Kean Yew              | Indonesia     |
| 5       | Shi Yuqi                  | Cina          |
| 9       | Li Shifeng                | Cina          |
| 9       | Kodai Naraoka             | Giappone      |
| 9       | Kenta Nishimoto           | Giappone      |
| 9       | Toma Junior Popov         | Francia       |
| 9       | Prannoy H. S.             | India         |
| 14      | Pablo Abián               | Spagna        |
| 14      | Jonatan Christie          | Indonesia     |
| 14      | Ade Resky Dwicahyo        | Azerbaigian   |
| 14      | Anthony Sinisuka Ginting  | Indonesia     |
| 14      | Jeon Hyeok-jin            | Corea del Sud |
| 14      | Tobias Künzi              | Svizzera      |
| 14      | Lê Đức Phát               | Vietnam       |
| 14      | Lee Cheuk Yiu             | Hong Kong     |
| 14      | Jan Louda                 | Rep. Ceca     |
| 14      | Nhat Nguyen               | Irlanda       |
| 14      | Julien Paul               | Mauritius     |
| 14      | Giovanni Toti             | Italia        |
| 14      | Brian Yang                | Canada        |
| 27      | Uriel Canjura             | El Salvador   |
| 27      | Julien Carraggi           | Belgio        |
| 27      | Ygor Coelho               | Brasile       |
| 27      | Collins Valentine Filimon | Austria       |
| 27      | Luis Ramón Garrido        | Messico       |
| 27      | Viren Nettasinghe         | Sri Lanka     |
| 27      | Anuoluwapo Juwon Opeyori  | Nigeria       |
| 27      | Dmitriy Panarin           | Kazakistan    |
| 27      | Fabian Roth               | Germania      |
| 27      | Howard Shu                | Stati Uniti   |
| 27      | Misha Zilberman           | Israele       |
| 38      | Prince Dahal              | Nepal         |
| R       | Kalle Koljonen            | Finlandia     |
| R       | Sören Opti                | Suriname      |
| R       | Kevin Cordón              | Guatemala     |
| Fonte:  |                           |               |